# Dispensa con selvaggina, punta di formaggio, limoni, gatto, colomba e porcellino d'India
L'opera Dispensa con selvaggina, punta di formaggio, limoni, gatto, colomba e porcellino d'India di Felice Boselli è un dipinto ad olio su tela (139 x 164 cm) eseguito attorno al 1690 e conservato presso la Galleria nazionale di Parma.

## Descrizione
Il dipinto rappresenta in un interno domestico, caratterizzato da un pavimento in terra battuta, una serie di prodotti frutto del lavoro della terra, dell'allevamento e della caccia. Su alcuni gradoni in pietra sono stati disposti volatili ed ortaggi. Sulla sinistra, invece, della cacciagione, del pollame e quarti di macelleria sono appesi con l'utilizzo di alcuni uncini. Sono presenti inoltre, alcuni recipienti per la conservazione del vino e dell'olio. Si intravede un voltone in pietra ed una finestra. A completare il dipinto sono rappresentati tre animali: un gatto che addenta il quarto di maiale, una colomba e un porcellino d'india.
Felice Boselli dipinge l'opera è un periodo storico caratterizzato da pestilenze e carestie. Il quadro quindi, vuole forse essere un'immagine allegorica ed ideologica, attraverso la quale l'artista esprime visivamente un modello di “dieta” e abitudine alimentare sobria e varia che l'uomo contemporaneo dovrebbe seguire.
Ci sono, inoltre, alcuni elementi iconografici di natura simbolica, come la colomba con la spiga di grano, emblema di buon augurio, di fecondità e pace, ed il porcellino d'India, metafora di fertilità. L'abbondanza di cibi qui rappresentati, oltre ad un implicito elogio alla divina Provvidenza, illustra e valorizza la fertilità della terra del proprietario e la sua buona conduzione di economia familiare. 

## Storia
L'opera può essere letta in parallelo con una seconda tela, la Dispensa con ortaggi, funghi, selvaggina, testa di vitello e civetta, conservata nella stessa Galleria. Le due opere, infatti, sono simili per provenienza, dimensioni e affinità linguistiche. Questi dipinti sono stati descritti da Roberto Longhi come due delle opere più rappresentative e significative dell'autore.
Nel dipinto, Boselli riprende il genere della natura morta, un genere pittorico che ha avuto il suo massimo sviluppo nel Seicento nei Paesi Bassi. Il pezzo di carne squarciata in primo piano può ricordare all'osservatore alcune opere dell'artista contemporaneo Francis Bacon (Dublino 1909 – Madrid 1999). L'artista era infatti solito riprendere dei motivi tipici di nature morte e reinterpretarli attraverso una propria sensibilità, intenta a focalizzare soprattutto la "precarietà dell'uomo, e quindi rappresentato come un animale deformato e mutilato". 
L'opera venne acquistata nel 1833 dai fratelli Giovanni e Odoardo Rossi e conservata da quel momento nella Galleria parmense.